# Edmond Spaho
Edmond Spaho (ur. 14 listopada 1958 w Tiranie) – albański ekonomista, minister turystyki w latach 1993-1994, deputowany do Zgromadzenia Albanii z ramienia Demokratycznej Partii Albanii.

## Życiorys
W 1982 roku ukończył studia na Wydziale Ekonomicznym Uniwersytetu Tirańskiego, dalszą edukację wyższą kontynuował w latach 90. w waszyngtońskim Instytucie Międzynarodowego Funduszu Walutowego i na University of Bowling Green.
W latach 1982–1991 pracował w Dyrekcji Rezerw Państwowych, pełnił w niej funkcje szefa sektora finansowego (1986-1988) oraz zastępcy dyrektora generalnego (1988-1991).

### Działalność polityczna
Jest członkiem Demokratycznej Partii Albanii od momentu jej założenia w 1990 roku.
W latach 1992–1993 był wiceministrem, następnie od 6 kwietnia 1993 do 3 grudnia 1994 był ministrem turystyki. Wrócił do pełnienia funkcji wiceministra tego urzędu, którą ponownie piastował w latach 1994-1995 (jako wiceminister budownictwa i turystyki) i 1996-1997 (jako wiceminister robót publicznych, regulacji terytorialnej i turystyki).
W 2005 roku należał do prezydium Demokratycznej Partii Albanii, z jej ramienia od tego roku jest deputowanym do Zgromadzenia Albanii, w którym reprezentuje obwód Korcza; od 14 września 2013 do 2017 roku był wiceprzewodniczącym parlamentu.
30 listopada 2014 roku został wybrany na wiceprzewodniczącego Demokratycznej Partii Albanii.